# Lacinipolia incurva
Lacinipolia incurva är en fjärilsart som beskrevs av Smith 1887. Lacinipolia incurva ingår i släktet Lacinipolia och familjen nattflyn. Inga underarter finns listade i Catalogue of Life.